# Dendrocereus nudiflorus
Dendrocereus es un género monotípico perteneciente a la familia de las cactáceas. Su única especie es: Dendrocereus nudiflorus o aguacate cimarrón nombre que se aplica en la costa norte de la provincia de La Habana a esta cactácea. También llamada flor de copa.

## Descripción
Es robusta, alta ramificada, con 4 costillas prominentes y grandes espinas en las areolas. Las flores son blancas, de largo tubo y el fruto lleno de numerosas y pequeñas semillas, tiene la forma de pera y el tamaño de un aguacate, al que se asemeja mucho.

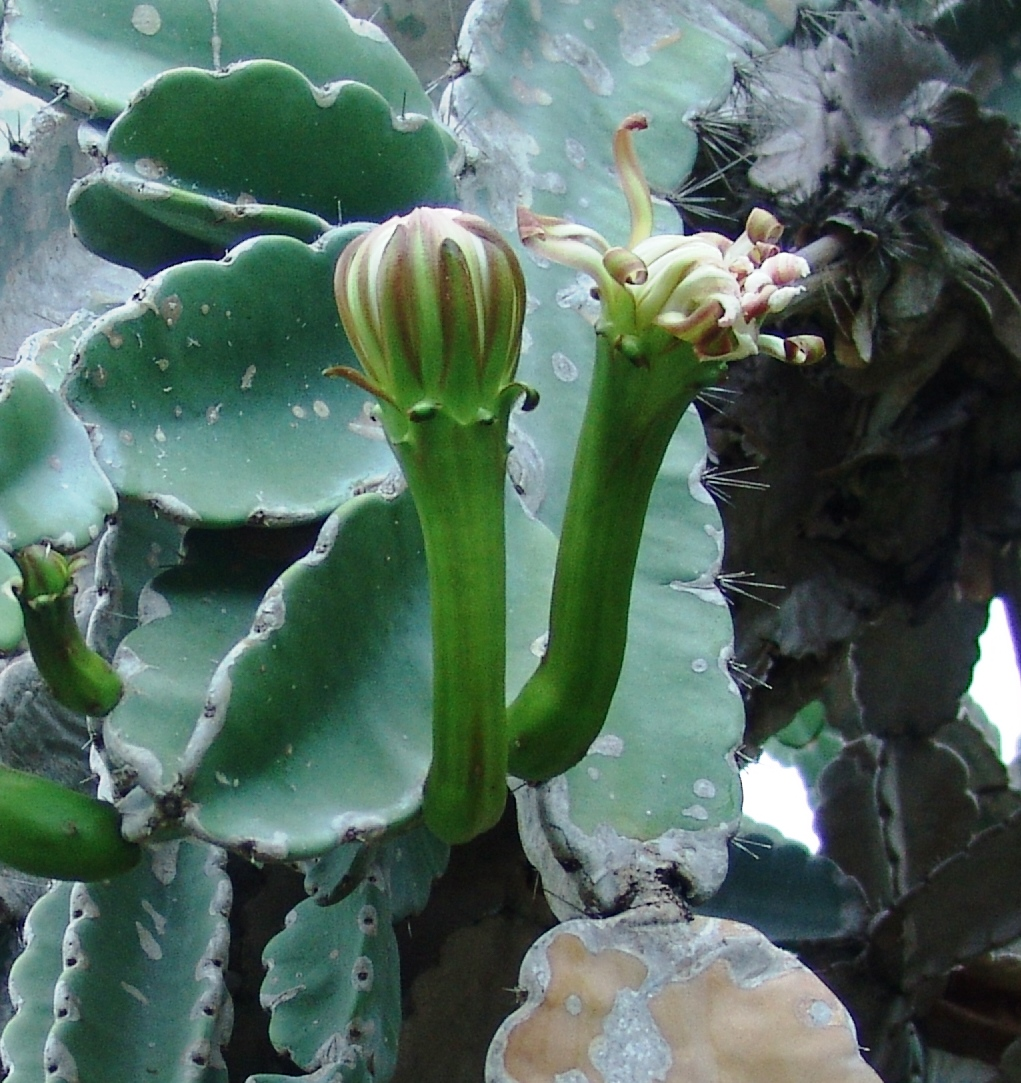
Flor de Dendrocereus nudiflorus en jardín de la Mansión Xanadú, Casa Dupont, Varadero.(Matanzas, Cuba)

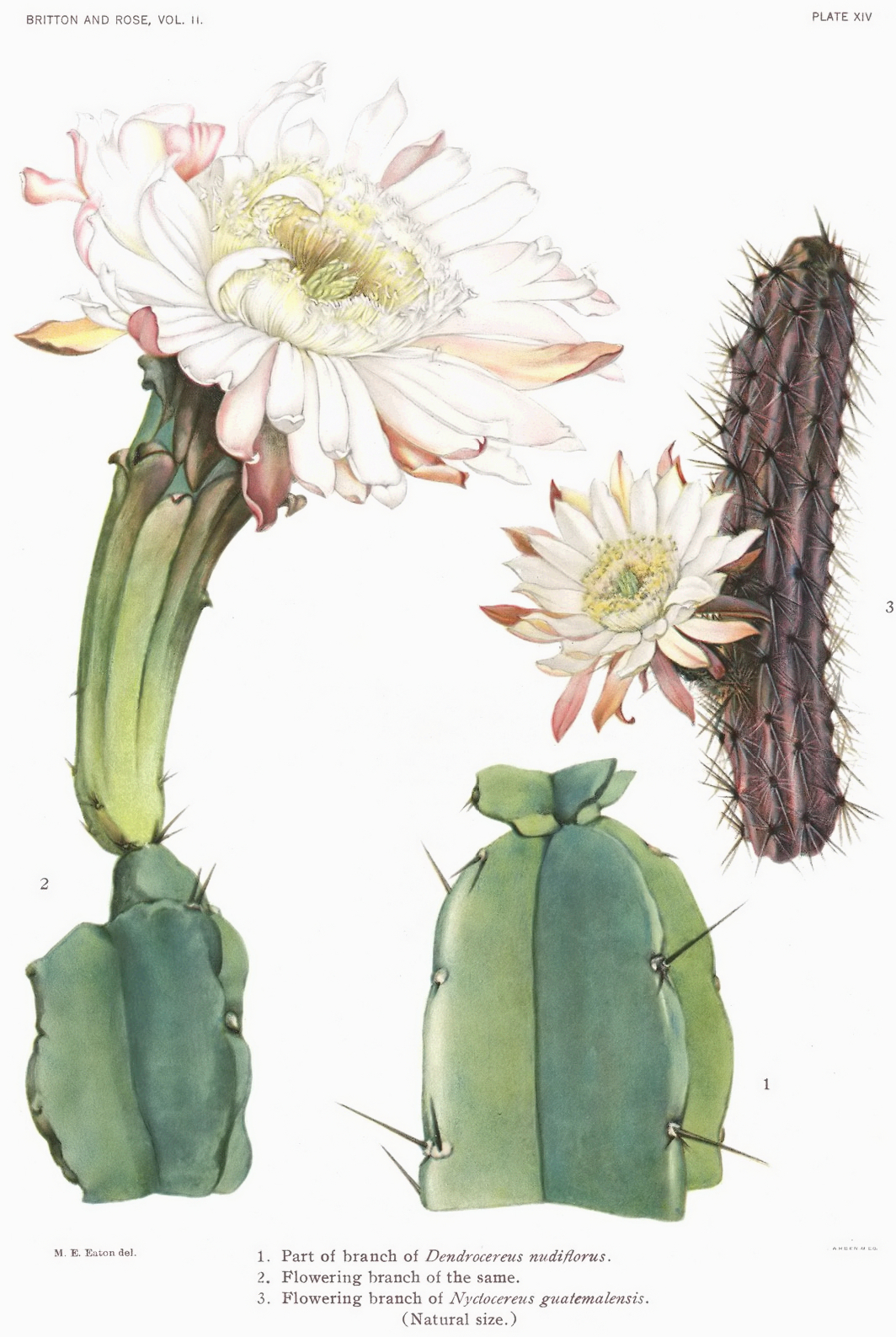
Ilustración

## Distribución y hábitat
Costa norte de Cuba en Cojimar, Tarará y Maisi. Habita en zonas costeras secas y pedregosas.

## Taxonomía
Dendrocereus nudiflorus fue descrita por (Engelm. ex Sauvalle) Britt. & Rose   y publicado en The Cactaceae; descriptions and illustrations of plants of the cactus family 2: 113–114, f. 169–170, t. 14, f. 1–2. 1920
Etimología
Dendrocereus: nombre genérico que deriva de las palabras griegas:
dendro = "árbol" y cereus = "cirio, vela".
nudiflorus: epíteto latíno que significa "con flores desnudas".
Sinonimia
- Cereus nudiflorus Engelm. ex Sauvalle[4]